# 江北里
江北里，是新北市汐止區轄下的一個里，位於汐止區中部，被基隆河所環繞，地理環境優美。
江北里也是汐止區的一個次分區名稱。

## 地名
江北里因臨基隆河北岸而號此名。

## 里界
東北與鄉長里為界，西北與拱北里為界，其餘各里以基隆河作為分界。

## 歷史
戰後汐止街改制為汐止鎮，隸屬於臺北縣，大字亦改制為里。1999年6月，汐止鎮升格為汐止市。2010年12月，臺北縣升格為新北市，汐止市改制為汐止區。

## 交通
江北里主要被汐萬路所貫穿，亦有長江街、康寧街、新江北路等道路，原民國53年竣工的麥克阿瑟公路亦經過本里北側。因被基隆河所環繞，里民透過江北大橋(臺灣)及江北二橋等橋樑來往汐止市區。
江北里地理位置方便，為中山高速公路汐止交流道所在之處，於本里汐萬路亦設有出口匝道。

## 里內設施
- 新北市立圖書館汐止江北分館
- 江北市民活動中心
- 香帥蛋糕芋製所
- 台灣電力公司汐止服務所
- 陳定國古厝